# Ici (广播电台)
法国广播电台地方頻道（法語：Ici，法語發音：[isi] ⓘ，直译为“这里”），2025年1月5日以前称为法国广播电台蓝色頻道（法語：France Bleu，法語發音：[fʁɑ̃s blø]，直译为“蓝色法兰西”或“蓝色法国”），是法国的一家广播电台。

## 历史

法国广播电台蓝色频道logo

Ici前身為1980年由當時法國廣播電台的首席總監杰奎琳·鮑德里埃(Jacqueline Baudrier)成立的三個試驗性地區電台頻道：Fréquence Nord, Radio Mayenne和 Melun FM。
1980年，鮑德里埃又開播了中波廣播電台頻率“Radio Bleue”，僅在早上播出。
2000年9月4日，「Radio Bleue」整合法國電台旗下所有的地區電台頻道，並把法文名稱更改為「France Bleu」。此後法國廣播電台藍色頻道的覆蓋範圍不斷擴大。
2013年9月，France Bleu的第44個地方分台在聖艾蒂安-盧瓦爾地區開播。
2024年11月，Radio France宣布蓝色頻道将于2025年1月更名为“Ici”。

## 频道
截至2025年1月，Ici共有44个地方广播频道和1个加盟广播：
- Ici阿尔萨斯
- Ici阿摩里卡（法语：Ici Armorique）
- Ici欧塞尔（法语：Ici Auxerre）
- Ici蔚蓝（法语：Ici Azur）
- Ici贝阿恩-比戈尔（法语：Ici Béarn Bigorre）
- Ici贝尔福-蒙贝利亚尔（法语：Ici Belfort Montbéliard）
- Ici贝里
- Ici贝桑松
- Ici勃艮第（法语：Ici Bourgogne）
- Ici下布列塔尼（法语：Ici Breizh Izel）
- Ici香槟-阿登（法语：Ici Champagne-Ardenne）
- Ici科唐坦（法语：Ici Cotentin）
- Ici克勒兹（法语：Ici Creuse）
- Ici德龙-阿尔代什（法语：Ici Drôme Ardèche）
- Ici阿尔萨斯语（法语：Ici Elsass）
- Ici加尔-洛泽尔（法语：Ici Gard Lozère）
- Ici加斯科涅（法语：Ici Gascogne）
- Ici吉伦特（法语：Ici Gironde）
- Ici埃罗（法语：Ici Hérault）
- Ici伊泽尔（法语：Ici Isère）
- Ici利穆赞（法语：Ici Limousin）
- Ici卢瓦尔-大洋（法语：Ici Loire Océan）
- Ici北洛林（法语：Ici Lorraine Nord）
- Ici曼恩（法语：Ici Maine）
- Ici马耶讷（法语：Ici Mayenne）
- Ici北部（法语：Ici Nord）
- Ici诺曼底（鲁昂）（法语：Ici Normandie (Rouen)）
- Ici诺曼底（卡昂）（法语：Ici Normandie (Caen)）
- Ici奥尔良（法语：Ici Orléans）
- Ici巴黎（法语：Ici Paris）
- Ici巴斯克地区（法语：Ici Pays basque）
- Ici奥弗涅地区（法语：Ici Pays d'Auvergne）
- Ici萨瓦地区（法语：Ici Pays de Savoie）
- Ici佩里戈尔（法语：Ici Périgord）
- Ici皮卡第（法语：Ici Picardie）
- Ici普瓦图（法语：Ici Poitou）
- Ici普罗旺斯（法语：Ici Provence）
- Ici RCFM（法语：Ici RCFM）（加盟广播）
- Ici拉罗谢尔（法语：Ici La Rochelle）
- Ici鲁西永（法语：Ici Roussillon）
- Ici圣艾蒂安-卢瓦尔（法语：Ici Saint-Étienne Loire）
- Ici南洛林（法语：Ici Sud Lorraine）
- Ici奥克西塔尼（法语：Ici Occitanie）
- Ici图赖讷（法语：Ici Touraine）
- Ici沃克吕兹（法语：Ici Vaucluse）